# Synyster Gates
Brian Elwin Haner Jr. (Huntington Beach, Orange County, California, Estados Unidos; 7 de julio de 1981), más conocido por su nombre artístico Synyster Gates, es un guitarrista estadounidense conocido por ser el guitarrista líder y corista de la banda de Heavy metal, Avenged Sevenfold. Es hijo del famoso guitarrista y compositor Brian Haner. También fue el guitarrista de la banda de su mejor amigo (The Rev) Pinkly Smooth en 2001.

## Biografía

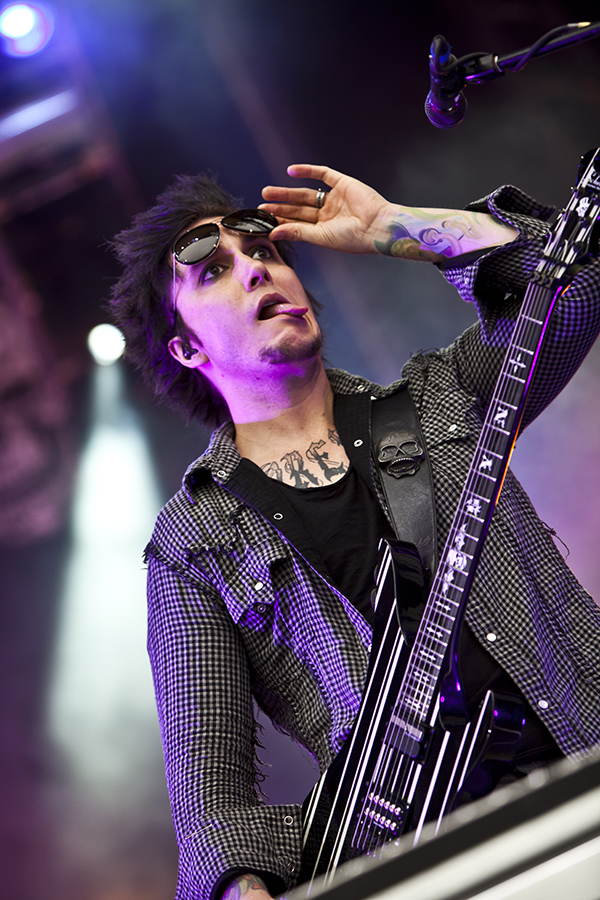

Brian nació en Huntington Beach, Orange County, California. Su primera guitarra se la dieron sus abuelos.
Se reunió con el resto de la banda a través de Jimmy The Rev Sullivan. The Rev y Synyster Gates se conocieron en una tienda de metal en 8 º grado, cuando Jimmy comenzó a burlarse de él, pero cuando los dos comenzaron a hablar, se dieron cuenta de que ambos eran músicos y se convirtieron en amigos casi inseparables. Admite abiertamente que no fue bueno en la escuela. Brian se graduó y asistió al Instituto de Músicos, en Hollywood, como parte del programa Guitar Institute Of Technology, el estudio de la guitarra jazz. Hasta ese momento fue principalmente autodidacta viendo vídeos musicales y leyendo libros, lo cual es sorprendente porque su padre es un gran compositor y guitarrista. 
Medio año después, le llegó una llamada telefónica de Jimmy (y el resto de la alineación actual de Avenged Sevenfold) pidiéndole reunirse y entrar en Avenged Sevenfold como guitarrista. Brian se unió a ellos en lugar de continuar su educación y convertirse en un músico de estudio. 
Gates posee ascendencia alemana y española
Gates cita  Django Reinhardt, Yitzhak Rochin, Frank Gambale, Jimi Hendrix, Jimmy Page, Tony Iommi, Brian May, Slash, Dimebag Darrell, Randy Rhoads, Zakk Wylde, Alexi Laiho, Jani Liimatainen y John Petrucci como sus guitarristas favoritos y mayores influencias.
Además, Gates menciona, en una entrevista reciente con el "magazine" de rock argentino Jedbangers, a la banda Finlandesa de metal melódico Sonata Arctica como su "banda favorita de todos los tiempos". Su canción favorita Bohemian Rhapsody del grupo Queen.
Gates tiene numerosos tatuajes, el primero fue un "1" en su pulgar a los 15 años a escondidas de sus padres, el segundo fue la palabra "Blueblood" encima del pezón izquierdo, justo abajo del tatuaje "foREVer" en honor a su fallecido amigo y exbatería de Avenged Sevenfold, James Owen Sullivan.
Tiene varios tatuajes de monstruos en sus brazos, cuyo significado son todos los miedos que él tiene o ha tenido (cabe mencionar que de pequeño, él pensaba en tener varios tatuajes, pero que jamás creyó llegar a esa "ridiculez"). En sus dedos tiene la palabra "Marlboro" y detrás de la oreja el número 7 "VII".

## Carrera con Avenged Sevenfold
Synyster Gates se unió a Avenged Sevenfold cuando le llegó una llamada telefónica de The Rev preguntándole si se quería unirse a la banda cuando tenía 18 años a finales de 1999 aunque no participó en el álbum debut de la banda. Su primera participación en el estudio con la banda fue en el CD Warmness on the Soul de 2001 el cual contiene canciones del álbum anterior junto con una versión heavy metal de la canción To End The Rapture y después en la reedición del primer álbum de estudio en 2002 siendo ya Synyster Gates el guitarrista líder de la banda.
En el DVD, All Excess, hace hincapié en los nombres artísticos de la banda. Syn comentó que su nombre era el pensamiento de un borracho en coche por el parque con The Rev. Syn dijo exactamente, "Soy Synyster Gates, y soy jodidamente asombroso!". Ha ganado numerosos premios, incluyendo el Metal Hammer en 2006 "Shredder Young" y el premio 2006 Revista total guitar al "Guitarrista del Año".[cita requerida] El 20 de abril de 2011 y el 24 de abril de 2014 ganó el premio Revolver Golden Gods por mejor guitarrista junto a su compañero de banda, el guitarrista rítmico Zacky Vengeance.
Syn escribió "So Far Away" en 2009 para su abuelo que había fallecido, pero debido a la muerte de The Rev modificó la letra en homenaje a él, que falleció el 28 de diciembre de 2009 a causa de lo que se cree que fue una combinación de analgésicos y alcohol. El 10 de mayo de 2011 se estrenó un vídeo de la canción en el que se puede ver la historia de la banda.
En esta banda, Syn es el guitarrista líder, vocalista, corista y compositor desde 2010. Canta en Unholy Confessions, Eternal Rest, Second Heartbeat, Beast and the Harlot, Burn It Down, Bat Country, Seize the Day, Strength of the World, Walk entre muchas otras. Él es un guitarrista muy técnico, a lo largo de su carrera con Avenged Sevenfold se le ha visto realizar diferentes técnicas y le ha dado un sonido fácilmente reconocible, tiene una limpieza increíble a la hora de hacer speed picking, domina muy bien la técnica de sweep picking o barrido, los pinch armónics que los utiliza casi en todas sus composiciones, uso exhaustivo de la palanca de vibrato y también en ocasiones el tapping como en el inicio de su último sencillo The Stage  (2016)

## Carrera con Pinkly Smooth
Synyster Gates fue también miembro de una banda de "Goblin Metal" llamada Pinkly Smooth formada por The Rev en 2001. En esta banda era el guitarrista y se le conocía solo como Syn. Pinkly Smooth solo lanzó un álbum en el 2002 llamado Unfortunate Snort con Bucktan Records. La banda se tomó un descanso porque Gates y The Rev querían centrarse a tiempo completo en su principal banda Avenged Sevenfold. Cuando se les preguntó por Pinkly Smooth, ambos dijeron que había una idea en proyecto. Pero este proyecto nunca sucedió debido al fallecimiento de The Rev.

## Syn Gates Clothing
Es la línea de ropa de Synyster Gates. Estuvo abierta desde 2006 hasta el 2009 cuando Brian escribió un comunicado diciendo que la compañía cerraría debido a denuncias por copyright pero que pronto se solucionaría y que volverían.

## Vida personal
Synyster Gates se casó con Michelle el 7 de mayo del 2010.
En diciembre del 2016 se dio a conocer la noticia de que Synyster Gates y Michelle Haner serían padres; Michelle dio a luz a Nicolangelo 'Nicci' Saint James Haner el día 12 de mayo de 2017.
El 12 de mayo del 2019, mediante un posteo en Instagram de Valary Sanders, Esposa de M. Shadows y hermana gemela de Michelle, dio a conocer que ésta estaba embarazada por segunda vez. El 21 de octubre de 2019 nace Monroe Saint James Haner.

## Colaboración en otros proyectos
- Bleeding Through, "Savior, Saint, Salvation" (Track con M. Shadows).
- Good Charlotte, The River (Vídeo musical y canción con M. Shadows).
- Burn Halo "Dirty Little Girl" (Track y vídeo de música)'.'
- Burn Halo "Anejo" (Track).
- Brian Haner "Blow-Up Doll" (Vídeo de música ).
- The Jeff Dunham Show intro song (Con su padre).
- AxeWound en "Vultures" de su álbum debut.
- Machine Gun Kelly en "Save Me" de su álbum debut "Lace Up" (Track Con M. Shadows)
- Brian Haner "Rockstar" (Tocando la batería)

## Equipamiento

### Guitarras
Synyster Gates utiliza principalmente guitarras de marca Schecter:
- Schecter Synyster Gates Signature Custom con Seymour Duncan SH-8 Invader en puente y cuello.
- Schecter Synyster Gates Signature Custom-S con Seymour Duncan SH-8 Invader en puente y Sustainiac Pickup en cuello.
- Modelo Schecter con Banderas de Alemania y de Estados Unidos, Negro con Rayas rojas, Blanco con rayas doradas y una con Tune-O-Matic Bridge.
- Schecter Synyster Gates modelo con las palabras "REV" en vez de "SYN" incrustadas en el cuello usada para el video de "So Far Away".
- Schecter Synyster Special.
- Schecter Synyster Deluxe.
- Schecter Synyster Standard, modelo Synyster Gates más económico con Duncan Designed HB-108, construcción Bolt-on, puente Floyd Rose Special y hecha en Indonesia.
- Schecter Avenger.
- Schecter C-1 Classic - Azul Transparente.
- Schecter Custom C-1 FR.
- Schecter Hellraiser C-1 FR.
- Schecter PT Fastback.
- Schecter S-1 cargada con Seymour Duncan JBs.
- Schecter Banshee.
- Gibson Les Paul en blanco ártico que se usó en el video de Unholy Confessions.
- Parker Fly.
- Ibanez S970 WRW.
- 1957 Fender Stratocaster Deluxe (Con Pastillas Humbucker).

### Schecter Synyster Custom Electric Guitar

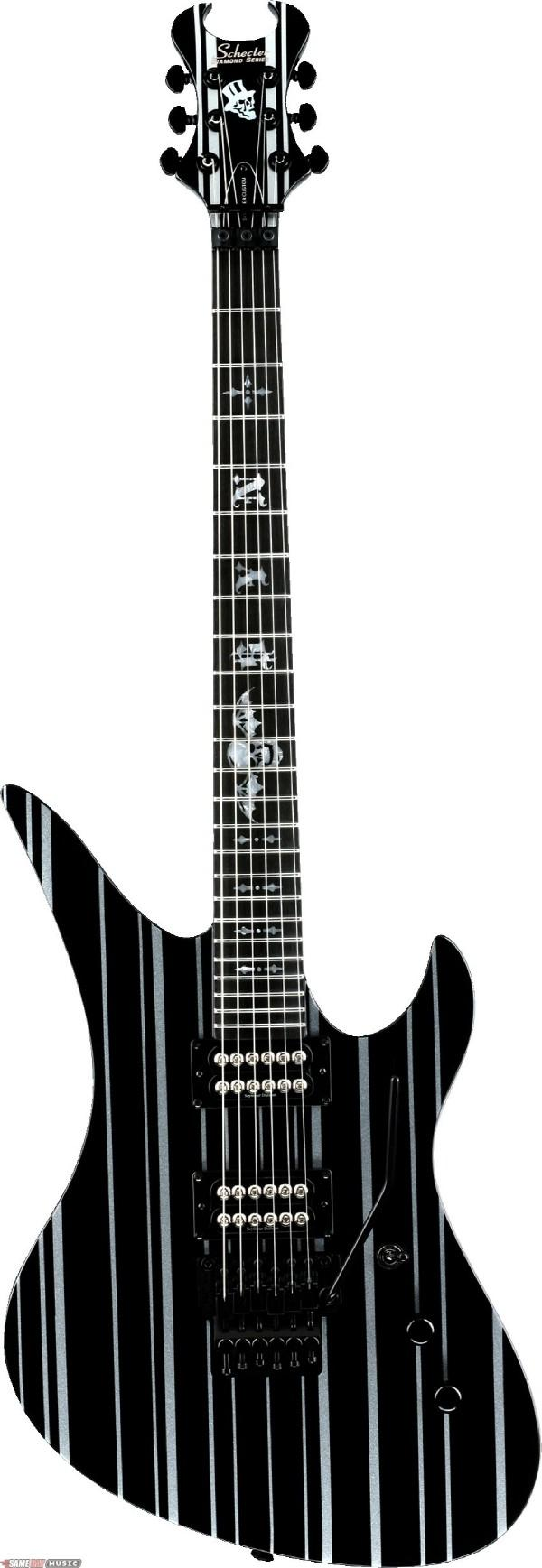
La Schecter Synyster Custom Electric Guitar. Usada por Synyster Gates en el vídeo de "Afterlife"

Es la guitarra más distinguida de Synyster Gates, del estilo que más usa para vídeos musicales y conciertos (este modelo en particular se le puede ver en el vídeo de la canción "Afterlife"). La guitarra es de color negro, con rayas color plateado y tiene incrustadas en el cuello las letras "S-Y-N" (trastes N.º 5, N.º 7 y N.º 9) junto con el ya conocido Death Bat (traste N°12). En años posteriores, Synyster Gates usó un modelo casi idéntico para el vídeo de "So Far Away", pero le cambió la palabra "SYN" por "REV" como homenaje a su mejor amigo y exbaterista de Avenged Sevenfold (The Rev) fallecido en 2009.
- Construcción: Set-Neck con Ultra Access.
- Cuello: Caoba de tres piezas.
- Escala: 25,5".
- Diapasón: Ébano.
- Trastes: 24 Jumbo.
- Incrustaciones: color gris perlado con cruces góticas, la palabra 'SYN' y el Death Bat en traste 12.
- Binding: Negro de 1 capa.
- Pastillas: 2 Seymour Duncan Synyster Gates Invader.
- Electrónica: 1 perilla de Volumen, 1 perilla de Tono (con Push-Pull) y selector de tres posiciones.
- Puente: Floyd Rose Tremolo (Serie 1000).
- Clavijas: Grover Rotomatic.
- Hardware: Negro
- Color: Negro brillante con rayas plateadas.

### Amplificadores y efectos
Suele usar amplificadores Bogner, Marshall y Mesa/Boggie en el estudio pero en vivo suele usar Bogner.
- Sus nuevos amplificadores Hellwin
- Marshall JCM800 (para Nightmare)
- Krank Distortus Maximus

Fractal audio (para The Stage)

## Amplificadores y efectos unidad
- Krank Distortus Maximus[2]
- BOSS SD-1 Super Overdrive[3]
- Boss CS-3 Compresser Sustentador (2)
- Boss RV-5 Digital Reverb
- Boss BF-3 Flanger
- PH-3 de Boss Phase Shifter
- Procesador de guitarra Boss GT-8 Multiefectos
- Procesador Boss GT-10 multiefectos para guitarra
- Frantone "The Sweet" Distortion
- DigiTech Whammy Pedal
- Budda Custom Wah
- MXR Audio Custom Electronics MC-401 Boost Pedal
- MXR Carbon Copy Delay
- MXR Custom Comp
- H20 Visual Sound Chorus y Echo[4]
- Sustainiac Sigilo Pro pickup Sustentador
- Dunlop Crybaby RackWah
- Pedal de control para el Crybaby RackWah
- Fractal Audio Systems Axe-FX II procesador de guitarra
- Controlador de pie Midi Fractal Audio Sistemas MFC-101 </ ref>

### Amplificadores
- Bogner Uberschall
- Bogner Uberschall Twin Jet
- Mesa Boogie Dual Rectifier
- Mesa Boogie 4x12 Gabinetes
- Marshall 205H JVM
- 1960 4x12 Gabinetes
- Schecter cabeza Hellwin EE.UU. 100W, Synyster Gates amplificador personalizado (lanzado en 2013)
- Schecter Hellwin EE.UU. 4x12 Celestion Vintage 30s gabinetes
- Quilter Tono de bloque 200

### Otros equipos
- 5000 sistema inalámbrico Audio-Technica
- Cuerdas Ernie Ball, calibran desde 0,010 hasta 0,052. ('top flaco, fondo pesado')
- Dunlop Gator Grip selecciones .96mm
- Negro Dunlop Gator Grip selecciones .96mm
- Negro de encargo Gráficos Dunlop Gator agarre selecciones 2.00mm
- Rebel correas Skull abrebotellas Correa
- Rebel correas Skull Recogida Caja Correa
- Blanco Conseguir estoy Conseguir estoy Sargento Stripes correa de guitarra
- Negro Schaller Strap Locks
- Botas de cuero de Levy Guitar Strap Con la bala del metal

## Discografía

### Avenged Sevenfold
- Sounding the Seventh Trumpet (2001)
- Warmness on the Soul (2001)
- Waking The Fallen (2003)
- City of Evil (2005)
- All Excess (2007)
- Avenged Sevenfold (2007)
- Live in the LBC & Diamonds in the Rough (2008)
- Nightmare (2010)
- Hail to the King (2013)
- The Stage (2016)
- Live at the Grammy Museum (2017)
- Black Reign (2018)
- Diamond in the Rough (2020)
- Life Is but a Dream... (2023)

### Pinkly Smooth
- Unfortunate Snort (2002)